# Hof te Rode of Ter Kercke

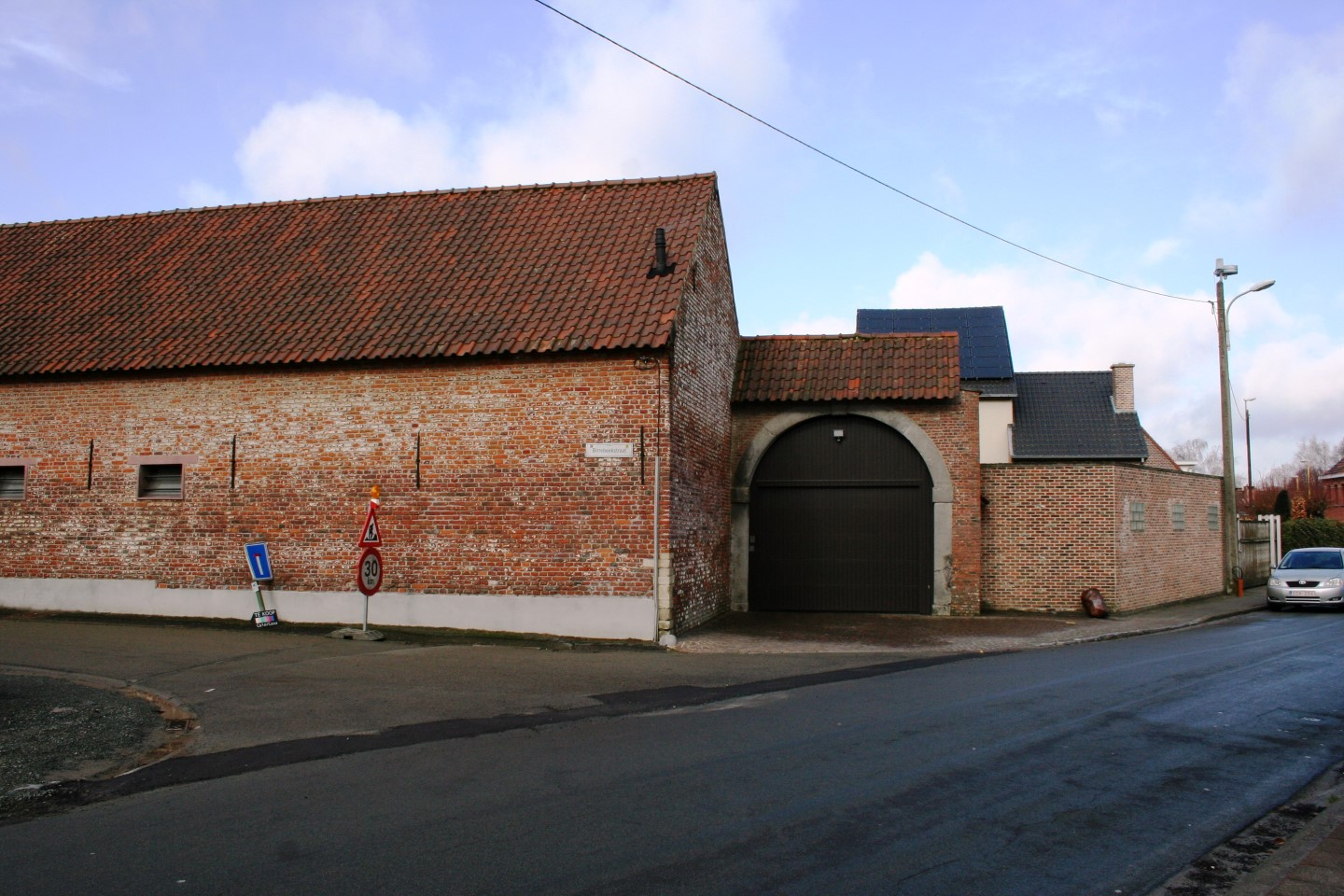
Hof te Rode

Het Hof te Rode of Ter Kercke (niet te verwarren met het Hof ten Rode) is een historische hoeve in de tot de Vlaams-Brabantse gemeente Meise behorende plaats Sint-Brixius-Rode, gelegen aan 's Heerenweg 11 en aan Birrebeekstraat 1.

## Geschiedenis
Hier zetelden de heren van Meise tot 1548 (bron?) Toen werd het verkocht aan Hermes van Wynghene en deze vernieuwde het woonhuis in 1548 in Spaanse stijl.
In de 19e eeuw was er sprake van een U-vormige hoeve met boerenhuis, schuur en stal. Naast het boerenhuis stond het barokke burgerhuis.
Het complex kende in de loop der eeuwen diverse eigenaars en na 1919 kwam het in bezit van advocaat Daniël Campion . Hij liet het gehavende herenehuis steen voor steen afbreken en overbrengen naar zijn Domein Drie Fonteinen in Vilvoorde. Daar werd het opnieuw opgebouwd en ingericht als museum. Op 1 mei 1944 werd het vernield door een bombardement.
De hoeve werd in 1980 aangekocht door wielrenner Eddy Merckx. Deze vestigde er een bedrijf in dat fietsen op maat vervaardigde. Het interieur van de gebouwen werd daarbij aangepast.
Het betreft een om een vierkant gegroepeerde groep gebouwen die echter sterk zijn gewijzigd.